# Pierre Fédida
Pierre Fédida (Lyon, 30 de octubre de 1934 - París, 1 de noviembre de 2002) fue un destacado psicoanalista francés, de las dos generaciones posteriores a Jacques Lacan.

## Trayectoria
Pierre Fédida nació en el seno de una familia modesta. Su padre, originario de Argelia, trabajaba como carpintero, y su madre, católica de Lyon, elaboraba vestimentas sacerdotales. 
Tras sus estudios secundarios, Fédida —futuro psicoanalista— optó por labrarse una formación filosófica. De hecho, estudió esta disciplina con Gilles Deleuze en Clermont-Ferrand; en particular, eligió la fenomenología como acercamiento conceptual, hasta el punto de que su visión del psicoanálisis estará marcado por este punto de vista. 
Concretamente, en el campo analítico formó a centenares de psicoanalistas, y dirigió las tesis de figuras como Maud Mannoni, Patrick Guyomard y Monique David-Ménard. 
Enseñó además en la Université Paris VII, hasta su muerte en 2002 (está enterrado en el cementerio de Montparnasse).

## Obra
Su obra no es demasiado extensa, pero sí influyente gracias a un rigor que deja de lado ciertas jergas analíticas. El Dictionnaire des notions principales de la psychanalyse ha sido una fuente importante para la difusión de su disciplina. De sus libros destacan escritos ceñidos a su disciplina como Le Concept et la violence, Corps du vide et espace de séance, L'Absence y Le site de l'étranger: la situation psychanalytique, pero también otros que traslucen otras inquietudes en el pensamiento como Par où commence le corps humain: retour sur la régression y, finalmente, su elogio de la psicoterapia: Des bienfaits de la dépression.
En sus escritos llega a convocar a los más grandes psicoanalistas sin excepción (Ludwig Binswanger, Jacques Lacan, Donald Winnicott), pero asimismo apela a grandes personalidades de la literatura y del arte, como Samuel Beckett o Georges Bataille, entre otros muchos. Y ha colaborado con historiadores del arte como Georges Didi-Huberman: su diálogo durante años con este estudioso ha sido fructífero.
Ha codirigido la colección Forum Diderot, en la famosa editorial parisina Presses Universitaires de France (PUF), que publicó desde 1995 hasta 2002 las intervenciones de los más distintos participantes —juristas, filósofos, científicos— en coloquios organizados en la Université de Paris VII (Denis Diderot) por el Centre d’études du vivant que dirigía, así como por la Association Diderot, presidida por el filósofo-epistemólogo Dominique Lecourt.

## Libros
- Dictionnaire abrégé, comparatif et critique des notions principales de la psychanalyse, París, Larousse, 1974. Trad.: Diccionario de psicoanálisis, Madrid, Alianza, 1988

- Le Concept et la violence, París, Union générale d'éditions, 1977

- Corps du vide et espace de séance, París, J.-P. Delarge, 1977

- L'Absence, París, Gallimard, 1978; colección Connaissance de l'inconscient ISBN 2070315398

- Edición y presentación, con Georges Didi-Huberman, de J.-M. Charcot y R. Richer, Les démoniques dans l'art, París, Macula, 1984

- Communication et représentation, bajo dirección de Pierre Fédida, presentación de Pierre Fédida y de Daniel Widlöcher, con Jean-François Allilaire, Alain Braconnier, Bernard Brusset, Maurice Dayan, Roland Juvent, Jacques Miermont, Paul Steiner, Paris, PUF, 1986, ISBN 2130393063

- Psychiatrie et existence, textos reunidos por Pierre Fédida y Jacques Schotte, Jerôme Millon, París, Krisis, 1991 ISBN 2905614498

- Crise et contre-transfert, París, Presses universitaires de France, 1992. Tr.: Crisis y contra-transferencia, Buenos Aires, Amorrortu editores, 1995

- "L'addiction d'absence. L'attente de personne", en Clinique des toxicomanes, Ed. Eres, 1995

- Le site de l'étranger: la situation psychanalytique, París, Presses universitaires de France, 1995

- Par où commence le corps humain: retour sur la régression, París, Presses universitaires de France, 2000. Trad.: ¿Por dónde comienza el cuerpo humano?, Siglo XXI

- "Le canular de la neuropsychanalyse", en La recherche, fuera de serie n.º 3, abril de 2000

- Des bienfaits de la dépression: éloge de la psychothérapie, París, Odile Jacob, 2001